# Gușoeni

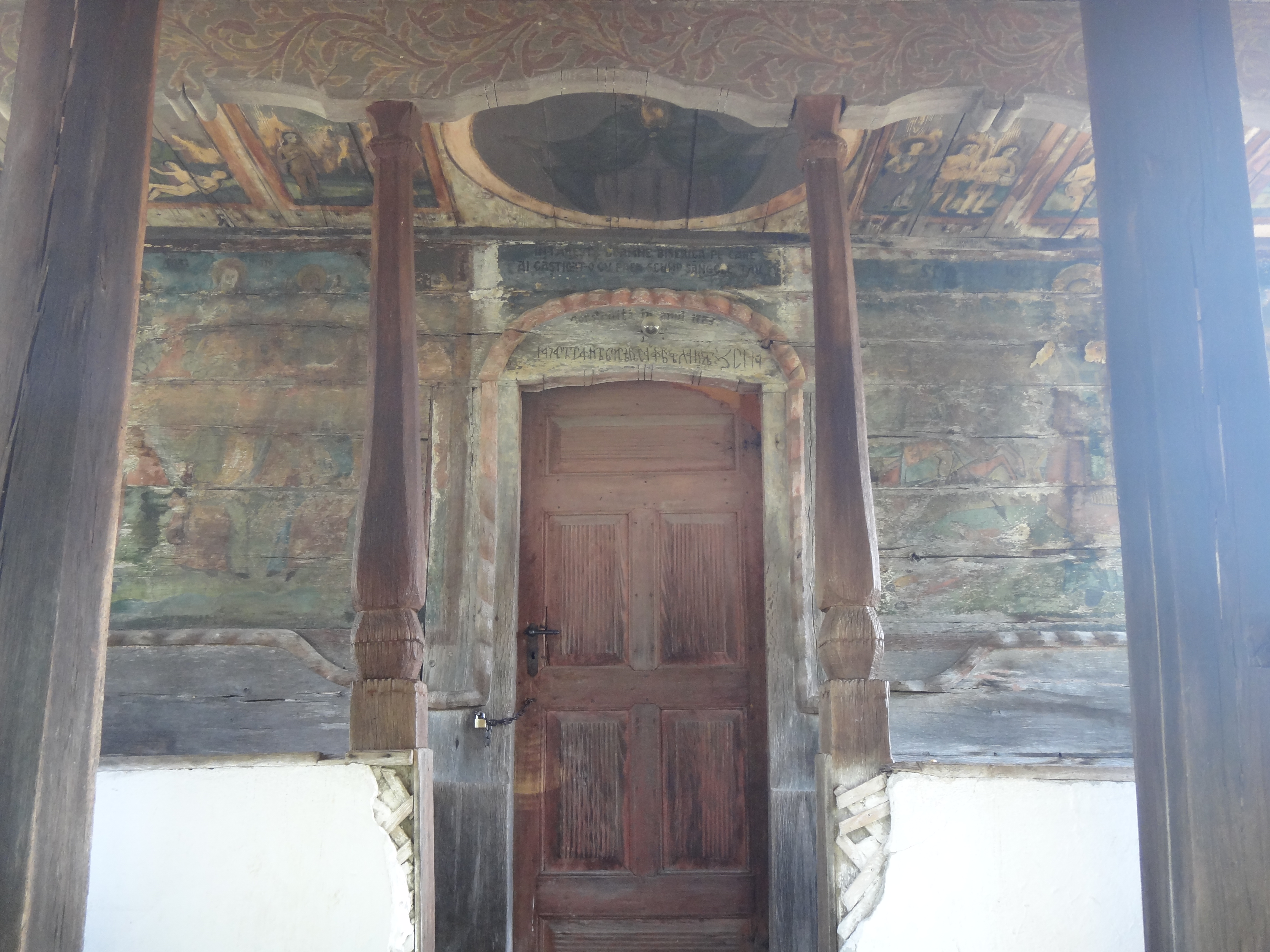
Monumento do Sf. Nicolae em Guşoeni

Guşoeni é uma comuna romena localizada no distrito de Vâlcea, na região de Oltênia. A comuna possui uma área de  km² e sua população era de 1743 habitantes segundo o censo de 2007.